# Xavier Deniau
Xavier Deniau (* 24. September 1923 in Paris; † 29. März 2011) war ein französischer Verwaltungsbeamter und Politiker der Union pour la Nouvelle République (UNR), Union des démocrates pour la République (UDR) sowie Rassemblement pour la République (RPR), der sich insbesondere für die Frankophonie engagierte.

## Leben
Während des Zweiten Weltkrieges leistete er seinen Militärdienst in der Armee und wurde für seine Tapferkeit mit dem Croix de guerre 1939–1945 ausgezeichnet. Nach dem Besuch der École nationale de la France d’Outre-Mer (ENFOM) trat Deniau in die französische Kolonialverwaltung ein und war als Verwaltungsbeamter in den Kolonien Indochina, Cameroun und Senegal tätig. Danach wurde er 1955 Mitglied der Delegation bei den Vereinten Nationen sowie anschließend von 1958 bis 1960 Technischer Berater im Büro des Heeresministers. Im Anschluss war er von 1960 bis 1962 Mitglied der Delegation bei der NATO sowie 1962 für kurze Zeit als Maître des Requêtes Mitarbeiter beim Conseil d’État.
1962 begann er seine politische Laufbahn in der UNR mit der Wahl zum Mitglied der Nationalversammlung. In dieser vertrat er vierzig Jahre lang bis 2002 die Interessen des Wahlkreises Loiret IV-Montargis und gehörte den Fraktionen der aus der UNR hervorgegangenen Folgeparteien UDR und RPR an. Darüber hinaus war er Mitglied der gaullistischen Mouvement initiative et liberté.
Neben seiner Tätigkeit als Abgeordneter war er zugleich zwischen 1965 und 2001 Bürgermeister von Escrignelles, einem Dorf mit 72 Einwohnern im Département Loiret. Zwischen 1968 und 1982 nahm er als erster Parlamentarischer Generalsekretär der heutigen Assemblée parlementaire de la francophonie (APF) auch eine führende Rolle in der Förderung der Frankophonie ein.
Im Juli 1972 wurde er Staatssekretär bei Premierminister Pierre Messmer und war als solcher bis März 1973 Beauftragter für die französischen Überseegebiete, die sogenannten „DOM-TOM“ (Départements et des Territoires d'outre-mer).
Zwischen September 1981 und April 1983 war er auch Mitglied des 1. Europäischen Parlamentes und während dieser Zeit Mitglied der Fraktion Europäische Demokraten.
Für seine Verdienste in der Politik und insbesondere zur Förderung der französischen Sprache wurde er mehrfach ausgezeichnet und wurde unter anderem Offizier der Ehrenlegion. Darüber hinaus war er Mitglied der Académie des Sciences d’Outre-Mer, Korrespondierendes Mitglied der Académie des sciences morales et politiques und verschiedener Vereinigungen zur Förderung der Frankophonie wie seit 1978 des Ordre des francophones d’Amérique.
Deniau, älterer Bruder des Kommissars für Außenbeziehungen und Ministers Jean-François Deniau, war Vater von fünf Kindern, darunter des Diplomaten François-Xavier Deniau.

## Schriften
- La francophonie. 1983.
- Die Abstimmung im Ministerrat der Europäischen Gemeinschaften. In: Revue du Marché commun. Juli 1984.[1]
- Florilège de la langue française et de la francophonie. 1988.